# Лисицыно (Филипповское сельское поселение)
Лисицыно — посёлок в Киржачском районе Владимирской области России, входит в состав Филипповского сельского поселения. 

## География
Посёлок расположен в 3 км на восток от центра поселения села Филипповское и в 15 км на юго-запад от Киржача. 

## История
В 1966 году посёлки Цыганский, лесхоза и кирпичного завода, фактически слившиеся в один населенный пункт, переименованы в посёлок Лисицыно Филипповского сельсовета Киржачского района, с 2005 года — в составе Филипповского сельского поселения.

## Население
| 2002 | 2010 | 2021 |
| ---- | ---- | ---- |
| 7    | ↘3   | ↗8   |